# بني حرير وبني عدوان
بني حرير وبني عدوان مركز في محافظة القرى في منطقة الباحة في المملكة العربية السعودية.

## الجغرافيا
تنقسم التضاريس في بني عدوان إلى قسمين:
- الجبال وتتبع لسلسلة جبال الحجاز
- الأودية وهي كثيرة ومن أهمها وادي تربة

## المناخ
معتدل حيث يكون الجو في الصيف دافئا تتخلله الأمطار أحيانا وفي الشتاء أجواء باردة والضباب وزخات من المطر.

## القرى
- قرية سبيحة: وهي عاصمة بني عدوان وفيها الشيخة ويتوفر فيها جميع الخدمات عن بقية قرى بني عدوان
- قرية الكرادسة: عاصمة بني عدوان في الماضي
- قرية الشعبة
- قرية حظى: وفيها الأمارة
- قرية الضحوات
- قرية الكلبة

## السكان
عددهم حوالي 4000 نسمة

## الزراعة

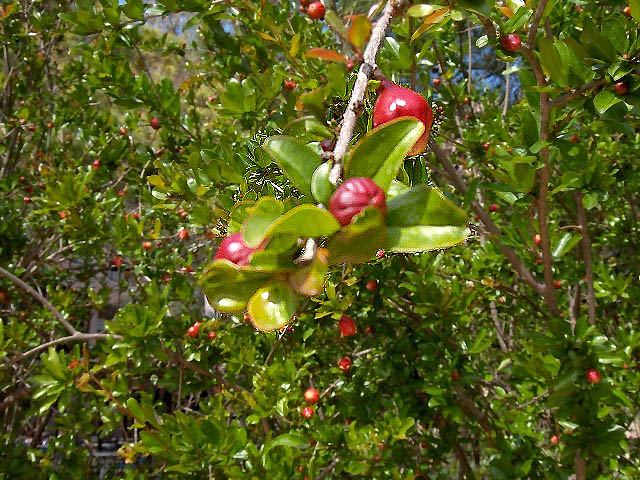
الرمان من أهم المزروعات في بني عدوان

تتميز بني عدوان باحتوائها على منتجات مختلفة من الفواكة الصيفية المهمة منها على سبيل المثال: الرمان - البرشومي (التين الشوكي) - التين (الحماط) - الخوخ -المشمش -العنب الأحمر والأسود والأبيض - التفاح -الكمثرى - البخارة الحمراء والصفراء - اللوز - الريحان - الكادي - الورد. ومن أهم اشجار المنطقة الطلح والعرعر والسدر والسمرة والنخيل وغيرها وتشتهر المنطقة بوجود العسل الأصلي بأنواع مختلفة باختلاف الزهرة التي يتغذى منها النحل كعسل السدر والسمرة والعسل الصيفي وأيضا يتوفر السمن البري ويعتمد السكان على مياه الابار

## الخدمات

### الخدمات الصحية
يوجد المركز الصحي في قرية الضحوات,ومستوصف سبيحة بقرية سبيحة,ومستوصف الشعبة بقرية الشعبة

### الخدمات التعليمية
وصل عدد المدارس ببني عدوان إلى 9 مدارس موزعة ابتدائي ومتوسط وثانوي، وروضتين .

### الخدمات الهاتفية
بدأت عام 1399 هـ عن طريق مقسم يدوي هندل إلى عام 1408 هـ.

### الخدمات البريدية
يوجد مؤسسة واحدة وتقع في قرية حظى.

### المنتزهات
- منتزة وملعب سبيحة في قرية سبيحة
- منتزة رهدا في قرية الشعبة
- منتزة القمة في قرية سبيحة
- منتزة سبيحة على الشارع العام قرب محطة أم القرى في قرية سبيحة

### الأسواق الشعبية
سوق الثلاثاء ويقع في قرية الكرادسة.واندثر
وحاليا تدرس البلدية مع أبناء المنطقة نقل السوق لجبل شمرخ على طريقي الجنوب الرئيسي

## السياحة
بني عدوان هي منطقة جبلية جميلة ومعظم سطحها مغطى بالأشجار والنباتات الخضراء، وخصوصاً في الجهة الغربية. ويوجد في «الأحمية» ( جمع حمى ) أكبر تجمع لهذه الأشجار، تكون غابات جميلة المنظر في معظم القرى ة وفيها أكبر حديقتين في محافظة القرى .وأودية جميلة تجري بعد سقوط الأمطار مثل الأنهار وتحيط بها الخضرة لتكون مقصدا للسياح والزائرين. ويوجد في القرى الكثير من البيوت والقلاع والحصون القديمة الاثرية سواء الموجودة بداخل القرى أو الأخرى التي بنيت على حدود القرى والغير معروف تاريخ بنائها ولكنها تعتبر كشاهد على حضارة قديمة منذ عهد قديم قد يزيد على ألفين سنة